# انجمن خوشنویسان ایران
انجمن خوشنویسان ایران نهادی هنری و غیردولتی است که با هدف حفظ، ترویج و گسترش هنر خوشنویسی در ایران و جهان فعالیت می‌کند. این انجمن طی بیش از هفت دهه، به تربیت خوشنویسان و هنرمندان ایرانی پرداخته و در راستای پاسداری از این هنر اصیل تلاش می‌نماید.  

## تأسیس
این انجمن در سال ۱۳۲۹ خورشیدی با همت استادانی چون سید حسین میرخانی، علی‌اکبر کاوه، ابراهیم بوذری، سید حسن میرخانی و با کوشش مهدی بیانی (محقق و استاد دانشگاه) و چند تن از فرهیختگان فرهنگ‌دوست، تحت عنوان «کلاس‌های آزاد خوشنویسی» و با همکاری وزارت فرهنگ و هنر وقت پایه‌گذاری شد. اساسنامهٔ رسمی این نهاد با نام «انجمن خوشنویسان ایران» در ۱۹ شهریور ۱۳۴۶ به ثبت رسید و فعالیت‌هایش را گسترش داد. از سال ۱۳۹۲، مدیریت اجرایی انجمن بر عهدهٔ عارف براتی است.
رئیس فعلی این انجمن، غلامحسین امیرخانی است.

## گسترش فعالیت‌ها
انجمن خوشنویسان ایران در دههٔ سوم فعالیت خود، همزمان با انقلاب اسلامی، دوره‌ای از رونق و گسترش را تجربه کرد. استقبال گستردهٔ جامعه، به ویژه جوانان و نوجوانان، از هنر خوشنویسی، سبب رشد چشمگیر این نهاد شد.  

## ساختار سازمانی
این انجمن به عنوان یکی از قدیمی‌ترین نهادهای هنری مستقل ایران، در سطح خاورمیانه منحصربه‌فرد است. سیاست‌گذاری‌های کلان و بررسی اساسنامه بر عهدهٔ «مجمع نمایندگان» است که بالاترین رکن انجمن محسوب می‌شود. انجمن دارای بیش از ۲۲۰ شعبه در داخل و خارج از کشور (از جمله توکیو و پاریس) است و تاکنون حدود ۵٬۰۰۰ هنرجو با دریافت درجهٔ «ممتاز» از آن فارغ‌التحصیل شده‌اند. شمار مدرسان آن به ۷۵۰ نفر می‌رسد و سالانه بیش از ۶۰٬۰۰۰ هنرجو در دوره‌های مقدماتی تا ممتاز ثبت‌نام می‌کنند.

## فعالیت‌ها
این نهاد علاوه بر آموزش خطوط نستعلیق، شکسته، ثلث و نسخ، به انتشار رسم‌الخط‌های متعدد، کتب نفیس ادبی و عرفانی با تیراژ بالا و برگزاری صدها نمایشگاه داخلی و بین‌المللی می‌پردازد. انجمن در غنای میراث هنری ایران از طریق کتابت، کتیبه‌نویسی و همکاری با دیگر رشته‌های سنتی مانند نگارگری، تذهیب، قلمدان‌سازی و هنرهای مرتبط با چوب و پارچه نقش بسزایی داشته است.

### روز ملی خوشنویسی
انجمن خوشنویسان ایران، روز ۲۱ مهرماه را به عنوان «روز ملی خوشنویسی» و هفتهٔ ۲۱ تا ۲۸ مهرماه را «هفتهٔ خوشنویسی» نامگذاری کرده است.  